# Primera divisió espanyola de futbol 2022-2023
La temporada 2022-2023 de la lliga espanyola de futbol, també coneguda com a La Liga Santander per motius de patrocini, fou la temporada número 92 de La Liga, la principal competició de futbol d'Espanya. Començà el 12 d'agost de 2022 i acabà el 4 de juny de 2023. El Reial Madrid defensava el títol, després d'haver guanyat la seva 35a lliga la temporada anterior.
El 14 de maig, el FC Barcelona es va confirmar com a campió a manca de 4 partits, després d'una victòria per 4–2 contra el RCD Espanyol, assolint la 27a lliga del club, i la primera des de la temporada 2018–19.
Amb la Copa del Món de la FIFA 2022 que començava el 20 de novembre, hi hagué una pausa a mitja temporada a la lliga. L'última ronda abans del descans es va disputar del 8 al 9 de novembre, i la lliga es reprengué el 31 de desembre. Aquesta temporada fou la primera des de la 2012-13 que va concloure al juny.

## Equips

### Ascens i descens (pretemporada)
Un total de vint equips disputen la lliga, incloent disset equips de la temporada 2021-22 i tres promocionats a la Segona Divisió 2021-22. Això inclou els dos primers equips de Segona Divisió i els guanyadors dels play-offs d'ascens.
Equips descendits a Segona Divisió
El primer equip que va baixar de la Lliga va ser el Llevant, després d'una derrota per 6-0 davant el Reial Madrid el 12 de maig de 2022, posant fi a la seva estada de cinc anys al primer nivell. El segon equip que va baixar va ser l'Alavés, després d'una derrota per 1–3 davant el Llevant el 15 de maig de 2022, que va posar fi a la seva estada de sis anys a la primera categoria. El tercer i últim equip descendit a Segona va ser el Granada, que va empatar contra l'Espanyol, que es va unir a les victòries de Cadis i RCD Mallorca el 22 de maig de 2022, la jornada final. El Granada va tancar una estada de tres anys al màxim nivell.
Equips ascendits a Segona Divisió
Els dos primers equips que van aconseguir l'ascens de Segona Divisió van ser la UD Almeria i el Reial Valladolid, que van aconseguir matemàticament la primera i la segona posició, respectivament, en l'última jornada de la temporada. L'Almeria va tornar a la Lliga després de set anys d'absència, mentre que el Valladolid va tornar després d'un any. El tercer i últim equip en ascendir va ser el Girona FC després de guanyar la final del play-off per 3-1 contra el Tenerife, tornant després d'una absència de tres anys.

### Estadis i emplaçaments
| Equip             | Ubicació      | Estadi                 | Capacitat |
| ----------------- | ------------- | ---------------------- | --------- |
| UD Almeria        | Almeria       | Estadi Power Horse     | 15.000    |
| Athletic Club     | Bilbao        | Sant Mamés             | 53.289    |
| Atlètic de Madrid | Madrid        | Cívitas Metropolitano  | 68.456    |
| FC Barcelona      | Barcelona     | Spotify Camp Nou       | 99.354    |
| Cadis             | Cadis         | Nuevo Mirandilla       | 20.724    |
| Celta de Vigo     | Vigo          | Abanca-Balaídos        | 29.000    |
| Elx CF            | Elx           | Martínez Valero        | 33.732    |
| Espanyol          | Barcelona     | Estadi RCDE            | 40.000    |
| Getafe CF         | Getafe        | Coliseu Alfonso Pérez  | 17.393    |
| Girona FC         | Girona        | Montilivi              | 11.810    |
| RCD Mallorca      | Palma         | Visita Mallorca Estadi | 24.262    |
| Osasuna           | Pamplona      | El Sadar               | 23.576    |
| Rayo Vallecano    | Madrid        | Vallecas               | 14.708    |
| Reial Betis       | Sevilla       | Benito Villamarín      | 60.721    |
| Reial Madrid      | Madrid        | Santiago Bernabéu      | 81.044    |
| Reial Societat    | Sant Sebastià | Real Arena             | 39.500    |
| Sevilla           | Sevilla       | Ramón Sánchez Pizjuán  | 43.883    |
| València CF       | València      | Mestalla               | 55.000    |
| Valladolid        | Valladolid    | José Zorilla           | 28.012    |
| Vila-real CF      | Vila-real     | Estadi de la Cerámica  | 24.890    |

### Personal i patrocini
| Equip              | Entrenador            | Capità                  | Fabricant de la samarreta | Espònsor(s)                                                                     |
| ------------------ | --------------------- | ----------------------- | ------------------------- | ------------------------------------------------------------------------------- |
| Almería            | Rubi                  | César de la Hoz         | Castore                   | Khaled Juffali Company, Power Horse,1 Durrat Alarous2                           |
| Athletic Club      | Ernesto Valverde      | Iker Muniain            | New Balance               | Kutxabank                                                                       |
| Atlético de Madrid | Diego Simeone         | Koke                    | Nike                      | WhaleFin, Ria Money Transfer,1 Hyundai2                                         |
| Barcelona          | Xavi                  | Sergio Busquets         | Nike                      | Spotify, UNHCR1                                                                 |
| Cadis              | Sergio                | José Mari               | Macron                    | Humanox2                                                                        |
| Celta de Vigo      | Eduardo Coudet        | Hugo Mallo              | Adidas                    | Estrella Galicia 0,0, Abanca,1 AIX Investment Group,2 Grupo Recalvi3            |
| Elx                | Francisco             | Gonzalo Verdú           | Nike                      | TM Real Estate Group, Sfidante2                                                 |
| Espanyol           | Diego Martínez        | Raúl de Tomás           | Kelme                     | Riviera Maya, Digi Communications,1 Reale Seguros,2 Crypto SNACK3               |
| Getafe             | Quique Sánchez Flores | Djené                   | Joma                      | Tecnocasa Group                                                                 |
| Girona             | Míchel                | Cristhian Stuani        | Puma                      | Gosbi, Costa Brava3                                                             |
| Mallorca           | Javier Aguirre        | Iñigo Ruiz de Galarreta | Nike                      | αGEL, Alua Hotels & Resorts,1 Juaneda,1 OK Mobility,2 Air Europa,3 Specialized3 |
| Osasuna            | Jagoba Arrasate       | Roberto Torres          | Adidas                    | Verleal, Clínica Universidad de Navarra3                                        |
| Rayo Vallecano     | Andoni Iraola         | Óscar Trejo             | Umbro                     | Digi Communications                                                             |
| Reial Betis        | Manuel Pellegrini     | Joaquín                 | Hummel                    | Finetwork, LegacyFX,1 Reale Seguros,2 MuchBetter3                               |
| Reial Madrid       | Carlo Ancelotti       | Karim Benzema           | Adidas                    | Emirates                                                                        |
| Reial Societat     | Imanol Alguacil       | Asier Illarramendi      | Macron                    | Cazoo, Kutxabank,1 Reale Seguros,2 Finetwork3                                   |
| Sevilla            | Julen Lopetegui       | Jesús Navas             | Castore                   | DEGIRO, Valvoline2                                                              |
| València           | Gennaro Gattuso       | José Gayà               | Puma                      | Cazoo, Sailun Tyres,2 Škoda3                                                    |
| Valladolid         | Pacheta               | Jordi Masip             | Adidas                    | Estrella Galicia 0,0, Herbalife Nutrition,1 INEXO3                              |
| Vila-real          | Unai Emery            | Raül Albiol             | Joma                      | Pamesa Cerámica, Color Star Technology2                                         |

### Canvis d'entrenador
| Equip              | Entrenador sortint    | Manera de sortida           | Data de vacant     | Posició a la taula | Entrenador entrant       | Data d'entrada     |
| ------------------ | --------------------- | --------------------------- | ------------------ | ------------------ | ------------------------ | ------------------ |
| Espanyol           | Luis Blanco (interí)  | Fi de l'interinatge         | 13 de maig de 2022 | Pretemporada       | Diego Martínez           | 31 de maig de 2022 |
| València           | José Bordalás         | Cessat                      | 22 de maig de 2022 | Pretemporada       | Gennaro Gattuso          | 9 de juny de 2022  |
| Athletic de Bilbao | Marcelino             | Dimissió                    | 24 de maig de 2022 | Pretemporada       | Ernesto Valverde         | 30 de juny de 2022 |
| Elx                | Francisco             | Cessat                      | 4 octubre 2022     | 20è                | Alberto Gallego (interí) | 7 octubre 2022     |
| Sevilla            | Julen Lopetegui       | Cessat                      | 5 octubre 2022     | 17è                | Jorge Sampaoli           | 6 octubre 2022     |
| Elx                | Alberto Gallego       | Fi de l'interinatge         | 12 octubre 2022    | 20è                | Jorge Almirón            | 12 octubre 2022    |
| Vila-real          | Unai Emery            | Fitxat per l'Aston Villa FC | 24 octubre 2022    | 7è                 | Quique Setién            | 25 octubre 2022    |
| Celta de Vigo      | Eduardo Coudet        | Cessat                      | 2 novembre 2022    | 16è                | Carlos Carvalhal         | 2 novembre 2022    |
| Elx                | Jorge Almirón         | Cessat                      | 7 novembre 2022    | 20è                | Pablo Machín             | 17 novembre 2022   |
| València           | Gennaro Gattuso       | Mutu acord                  | 31 gener 2023      | 14è                | Voro (interí)            | 31 gener 2023      |
| València           | Voro (interí)         | Fi de l'interinatge         | 14 febrer 2023     | 18è                | Rubén Baraja             | 14 febrer 2023     |
| Elx                | Pablo Machín          | Cessat                      | 20 març 2023       | 20è                | Sebastián Beccacece      | 21 març 2023       |
| Sevilla            | Jorge Sampaoli        | Cessat                      | 21 març 2023       | 14è                | José Luis Mendilibar     | 21 març 2023       |
| Valladolid         | Pacheta               | Cessat                      | 3 abril 2023       | 15è                | Paulo Pezzolano          | 4 abril 2023       |
| Espanyol           | Diego Martínez        | Cessat                      | 3 abril 2023       | 17è                | Luis García              | 3 abril 2023       |
| Getafe             | Quique Sánchez Flores | Cessat                      | 27 abril 2023      | 18è                | José Bordalás            | 29 abril 2023      |

## Classificació
| Pos | Equip             | PJ | PG | PE | PP | GF | GC | DG  | Pts | Classificació o descens                                   |
| --- | ----------------- | -- | -- | -- | -- | -- | -- | --- | --- | --------------------------------------------------------- |
| 1   | FC Barcelona      | 38 | 28 | 4  | 6  | 70 | 20 | +50 | 88  | Classificació per la Fase de grups de la Champions League |
| 2   | Reial Madrid      | 38 | 24 | 6  | 8  | 75 | 36 | +39 | 78  | Classificació per la Fase de grups de la Champions League |
| 3   | Atlètic de Madrid | 38 | 23 | 8  | 7  | 70 | 33 | +37 | 77  | Classificació per la Fase de grups de la Champions League |
| 4   | Reial Societat    | 38 | 21 | 8  | 9  | 51 | 35 | +16 | 71  | Classificació per la Fase de grups de la Champions League |
| 5   | Vila-real CF      | 38 | 19 | 7  | 12 | 59 | 40 | +19 | 64  | Classificació per la Fase de grups de l'Europa League     |
| 6   | Reial Betis       | 38 | 17 | 9  | 12 | 46 | 41 | +5  | 60  | Classificació per la Fase de grups de l'Europa League     |
| 7   | CA Osasuna        | 38 | 15 | 8  | 15 | 37 | 42 | −5  | 53  | Classificació per la Europa Conference League             |
| 8   | Athletic Club     | 38 | 14 | 9  | 15 | 47 | 43 | +4  | 51  |                                                           |
| 9   | RCD Mallorca      | 38 | 14 | 8  | 16 | 37 | 43 | −6  | 50  |                                                           |
| 10  | Girona FC         | 38 | 13 | 10 | 15 | 58 | 55 | +3  | 49  |                                                           |
| 11  | Rayo Vallecano    | 38 | 13 | 10 | 15 | 45 | 53 | −8  | 49  |                                                           |
| 12  | Sevilla FC        | 38 | 13 | 10 | 15 | 47 | 54 | −7  | 49  | Classificació per la Fase de grups de la Champions League |
| 13  | Celta de Vigo     | 38 | 11 | 10 | 17 | 43 | 53 | −10 | 43  |                                                           |
| 14  | Cadis CF          | 38 | 10 | 12 | 16 | 30 | 53 | −23 | 42  |                                                           |
| 15  | Getafe CF         | 38 | 10 | 12 | 16 | 34 | 45 | −11 | 42  |                                                           |
| 16  | València CF       | 38 | 11 | 9  | 18 | 42 | 45 | −3  | 42  |                                                           |
| 17  | UD Almería        | 38 | 11 | 8  | 19 | 49 | 65 | −16 | 41  |                                                           |
| 18  | Reial Valladolid  | 38 | 11 | 7  | 20 | 33 | 63 | −30 | 40  | Descens a la Segona divisió                               |
| 19  | RCD Espanyol      | 38 | 8  | 13 | 17 | 52 | 69 | −17 | 37  | Descens a la Segona divisió                               |
| 20  | Elx CF            | 38 | 5  | 10 | 23 | 30 | 67 | −37 | 25  | Descens a la Segona divisió                               |

1. ↑  Com que el guanyador de la Copa del Rei, el Real Madrid, es va classificar per la Lliga de Campions de la UEFA 2023–24 per la seva posició en lliga, la plaça reservada al guanyador de la Copa (fase de grups de l'Europa League) va passar a l'equip sisè classificat, i la plaça reservada al sisè (ronda de play-off de la Lliga Europa Conferència de la UEFA 2023–24) passava al setè, l'Osasuna.
2. ↑  L'Osasuna va ser expulsat de la Lliga Europa Conferència de la UEFA 2023–24 per arreglar partits, el que classificava l'Athletic inicialment per a la competició,[44][45] però el club navarrès va recórrer davant el TAS i finalment va ser considerat elegible.[46]
3. ↑  Classificat per la Lliga de Campions de la UEFA 2023–24 com a campió de la Lliga Europa de la UEFA 2022–23

## Estadístiques

### Golejadors
- Primer gol de la temporada:
 Ezequiel Ávila pel CA Osasuna contra el Sevilla FC (12 agost 2022)

- Darrer gol de la temporada:
 Adri Embarba per la UD Almería contra el RCD Espanyol (4 juny 2023)

### Màxim golejador
| Lloc | Jugador            | Club               | Gols |
| ---- | ------------------ | ------------------ | ---- |
| 1    | Robert Lewandowski | Barcelona          | 23   |
| 2    | Karim Benzema      | Reial Madrid       | 19   |
| 3    | Joselu             | Espanyol           | 16   |
| 4    | Antoine Griezmann  | Atlético de Madrid | 15   |
| 4    | Borja Iglesias     | Reial Betis        | 15   |
| 4    | Vedat Muriqi       | Mallorca           | 15   |
| 7    | Enes Ünal          | Getafe             | 14   |
| 8    | Taty Castellanos   | Girona             | 13   |
| 8    | Álvaro Morata      | Atlético de Madrid | 13   |
| 10   | Iago Aspas         | Celta de Vigo      | 12   |
| 10   | Nicolas Jackson    | Vila-real          | 12   |
| 10   | Alexander Sørloth  | Reial Societat     | 12   |

### Assistències
| Lloc | Jugador            | Club               | Assistències |
| ---- | ------------------ | ------------------ | ------------ |
| 1    | Antoine Griezmann  | Atlético de Madrid | 16           |
| 2    | Mikel Merino       | Reial Societat     | 9            |
| 2    | Vinícius Júnior    | Reial Madrid       | 9            |
| 4    | Rodrygo            | Reial Madrid       | 8            |
| 5    | Ousmane Dembélé    | FC Barcelona       | 7            |
| 5    | Robert Lewandowski | FC Barcelona       | 7            |
| 5    | Raphinha           | FC Barcelona       | 7            |
| 5    | Rodrigo De Paul    | Atlético de Madrid | 7            |
| 5    | Brian Oliván       | Espanyol           | 7            |
| 5    | Lucas Robertone    | Almería            | 7            |

### Trofeu Zamora
| Lloc | Jugador               | Club              | Partits | Gols en contra | Mitjana |
| ---- | --------------------- | ----------------- | ------- | -------------- | ------- |
| 1    | Marc-André ter Stegen | Barcelona         | 37      | 18             | 0.49    |
| 2    | Jan Oblak             | Atlètic de Madrid | 28      | 20             | 0.71    |
| 3    | Álex Remiro           | Real Sociedad     | 38      | 35             | 0.92    |
| 4    | Thibaut Courtois      | Real Madrid       | 31      | 29             | 0.94    |
| 5    | Predrag Rajković      | Mallorca          | 36      | 40             | 1.11    |

### Hat-tricks
| Jugador           | Per           | Contra      | Resultat | Data          | Ronda |
| ----------------- | ------------- | ----------- | -------- | ------------- | ----- |
| Oihan Sancet      | Athletic Club | Cádiz       | 4–1 (H)  | 3 febrer 2023 | 20    |
| Pere Milla        | Elx           | Vila-real   | 3–1 (H)  | 4 febrer 2023 | 20    |
| Karim Benzema     | Real Madrid   | Valladolid  | 6–0 (H)  | 2 abril 2023  | 27    |
| Taty Castellanos4 | Girona        | Real Madrid | 4–2 (H)  | 25 abril 2023 | 31    |
| Karim Benzema     | Real Madrid   | Almería     | 4–2 (H)  | 29 abril 2023 | 32    |
| Lázaro            | Almería       | Mallorca    | 3–0 (H)  | 20 maig 2023  | 35    |

4 – El jugador va fer quatre gols.

### Disciplina

#### Jugador
- Més targetes grogues: 14
  -  Fede San Emeterio (Cadis)
  -  Óscar Gil (Espanyol)

- Més targetes vermelles: 3
  -  Florian Lejeune (Rayo Vallecano)
  -  Germán Pezzella (Real Betis)
  -  Isaac Carcelén (Cadis)
  -  Luiz Felipe (Reial Betis)
  -  Marcos Acuna (Sevilla)
  -  Pape Gueye (Sevilla)

#### Equip
- Més targetes grogues: 121
  - RCD Mallorca
- Més targetes vermelles: 15
  - Reial Betis
- Menys targetes grogues: 68
  - Reial Madrid
- Menys targetes vermelles: 2
  - Reial Societat

## Premis

### Mensuals
| Mes      | Jugador del mes    | Jugador del mes   | Referència |
| Mes      | Jugador            | Club              | Referència |
| -------- | ------------------ | ----------------- | ---------- |
| Agost    | Borja Iglesias     | Real Betis        | [ 51 ]     |
| Setembre | Federico Valverde  | Real Madrid       | [ 52 ]     |
| Octubre  | Robert Lewandowski | Barcelona         | [ 53 ]     |
| Gener    | Alexander Sørloth  | Real Sociedad     | [ 54 ]     |
| Febrer   | Gabri Veiga        | Celta de Vigo     | [ 55 ]     |
| Març     | Antoine Griezmann  | Atlètic de Madrid | [ 56 ]     |
| Abril    | Youssef En-Nesyri  | Sevilla           | [ 57 ]     |
| Maig     | Nicolas Jackson    | Vila-real         | [ 58 ]     |

### Equip de la temporada

#### EA Sports
| Pos. | Jugador               | Club              | Ref.   |
| ---- | --------------------- | ----------------- | ------ |
| GK   | Marc-André ter Stegen | Barcelona         | [ 59 ] |
| DF   | Nahuel Molina         | Atlètic de Madrid | [ 59 ] |
| DF   | Jules Koundé          | Barcelona         | [ 59 ] |
| DF   | Éder Militão          | Real Madrid       | [ 59 ] |
| DF   | David García          | Osasuna           | [ 59 ] |
| DF   | Alejandro Balde       | Barcelona         | [ 59 ] |
| MF   | Gabri Veiga           | Celta de Vigo     | [ 59 ] |
| MF   | Federico Valverde     | Real Madrid       | [ 59 ] |
| MF   | Mikel Merino          | Real Sociedad     | [ 59 ] |
| MF   | Pedri                 | Barcelona         | [ 59 ] |
| MF   | Luka Modrić           | Real Madrid       | [ 59 ] |
| FW   | Antoine Griezmann     | Atlètic de Madrid | [ 59 ] |
| FW   | Karim Benzema         | Real Madrid       | [ 59 ] |
| FW   | Robert Lewandowski    | Barcelona         | [ 59 ] |
| FW   | Vinícius Júnior       | Real Madrid       | [ 59 ] |

## Nombre d'equips per comunitats autònomes
| Classificació | Comunitat Autònoma  | Número | Equips                                                     |
| ------------- | ------------------- | ------ | ---------------------------------------------------------- |
| 1             | Andalusia           | 4      | UD Almeria, Cadis, Reial Betis, Sevilla                    |
| 1             | Comunitat de Madrid | 4      | Atlètic de Madrid, Getafe CF, Rayo Vallecano, Reial Madrid |
| 3             | Catalunya           | 3      | FC Barcelona, Girona FC, Espanyol                          |
| 3             | País Valencià       | 3      | Elx CF, València CF, Vila-real CF                          |
| 5             | País Basc           | 2      | Athletic Club, Reial Societat                              |
| 6             | Illes Balears       | 1      | RCD Mallorca                                               |
| 6             | Castella i Lleó     | 1      | Reial Valladolid                                           |
| 6             | Galícia             | 1      | Celta de Vigo                                              |
| 6             | Navarra             | 1      | Osasuna                                                    |